# Valdespina (Soria)
Valdespina es una localidad de la provincia de Soria, partido judicial de Almazán, Comunidad Autónoma de Castilla y León, España. Pueblo de la comarca de Almazán que pertenece al municipio de Borjabad.

## Demografía
En el año 2000 contaba con 14 habitantes, concentrados en el núcleo principal pasando a 9 en 2014.

## Historia
El Censo de Pecheros de 1528, en el que no se contaban eclesiásticos, hidalgos y nobles, no registra vecinos. En el documento original aparece como Fuentes Yermes.
Lugar que durante la Edad Media perteneció a la Comunidad de Villa y Tierra de Almazán formando parte del Sexmo de La Sierra.
A la caída del Antiguo Régimen la localidad se integra en municipio constitucional, conocido entonces como Borjabad, Valdespina y Velacha  en la región de Castilla la Vieja que en el censo de 1842 contaba con 25 hogares y 99 vecinos.

## Lugares de interés
- Iglesia de Nuestra Señora de la Asunción.
- Ermita de Velacha.
- Torre atalaya en la huerta de Velacha, llamada el Castillo, de piedra sillería, destinada para habitación del dueño

## Fiestas
- San Miguel, 29 de septiembre.